# Lavsböle träsk
Lavsböle träsk är en sjö i Saltviks kommun i Åland (Finland). Den ligger i den nordöstra delen av landskapet, 23 km norr om huvudstaden Mariehamn. Lavsböle träsk ligger 25 meter över havet. Den ligger på ön Fasta Åland. Arean är 29,5 hektar och strandlinjen är 3,98 kilometer lång. Sjön  ingår i Skärgårdshavets kustområde, Åland. 